# Warcraft III: Reign of Chaos
"Warcraft III: Reign of Chaos" este un joc video de strategie în timp real (RTS) dezvoltat și publicat de Blizzard Entertainment. Lansat pe 3 iulie 2002, jocul este al treilea din seria Warcraft și continuă povestea începută în "Warcraft: Orcs & Humans" și "Warcraft II: Tides of Darkness". "Warcraft III" a fost un succes critic și comercial, fiind apreciat pentru grafica sa, gameplay-ul inovator și povestea captivantă.

## Povestea

### Context
Povestea din "Warcraft III: Reign of Chaos" are loc în lumea fictivă Azeroth și se concentrează pe conflictul dintre patru rase: Oamenii (Humans), Orcilor, Elfilor Nopții (Night Elves) și Nemuritorii (Undead). Fiecare rasă are propriile motive și agende, iar povestea se dezvoltă prin intermediul unor campanii separate pentru fiecare rasă.

### Campaniile
- Oamenii (Human)

Povestea începe cu Prințul Arthas Menethil, care încearcă să protejeze regatul său de o invazie a nemuritorilor. În încercarea de a salva poporul său, Arthas face alegeri din ce în ce mai disperate, care în cele din urmă îl conduc pe un drum întunecat.
- Nemuritorii (Undead)

Această campanie urmărește transformarea lui Arthas în Cavalerul Morții (Death Knight) și ascensiunea lui ca lider al Nemuritorilor. Sub conducerea Lich King-ului, Nemuritorii caută să aducă distrugere asupra Azerothului.
- Orcii (Orcs)

Orcii, conduși de Thrall, încearcă să găsească un nou cămin în Azeroth. Ei formează o alianță cu Taurenii și se confruntă cu provocări interne și externe în timp ce încearcă să își stabilească o nouă patrie.
- Elfilor Nopții (Night Elves)

Elfilor Nopții se luptă să protejeze pădurile sacre ale Kalimdorei de invazia Nemuritorilor și a oamenilor. Conducătoarea lor, Tyrande Whisperwind, și semi-zeul Illidan Stormrage joacă roluri cruciale în această bătălie.

## Gameplay

### Mecanici
"Warcraft III: Reign of Chaos" introduce mai multe mecanici noi față de predecesorii săi. Printre acestea se numără:
- Eroi: Fiecare rasă are acces la eroi puternici care pot câștiga experiență, pot urca în nivel și pot învăța abilități noi. Eroii sunt centrali în strategie și pot schimba cursul bătăliilor.
- Unități: Fiecare rasă are o varietate de unități unice cu abilități speciale. Aceste unități pot fi îmbunătățite și folosite strategic în luptă.
- Construirea bazei: Jucătorii trebuie să construiască și să gestioneze baze, să colecteze resurse și să antreneze unități pentru a-și extinde armata.

## Multiplayer
"Warcraft III" a fost foarte popular în modul multiplayer, oferind suport pentru meciuri online prin intermediul platformei Battle.net. Jocul include moduri variate de joc, cum ar fi meciuri 1v1, 2v2 și free-for-all, și hărți personalizate create de comunitate.

## Grafică și Sunet
La momentul lansării, "Warcraft III" a fost lăudat pentru grafica sa 3D detaliată și stilul artistic distinctiv. Jocul utilizează o paletă de culori vibrantă și modele de unități detaliate, care au adus lumea Azeroth la viață. Sunetul jocului, inclusiv efectele sonore și muzica, a fost de asemenea apreciat pentru calitatea sa și pentru modul în care a îmbogățit experiența de joc.

## Recenzii
Warcraft III: Reign of Chaos" a fost bine primit de critici, obținând o medie de 93,09% pe GameRankings și fiind „în general aclamat” pe MetaCritic, conform numeroaselor recenzii. Deși GamePro a remarcat că „WarCraft III nu revoluționează genul RTS”, recenzorul a lăudat Blizzard pentru lansarea unui joc cu „o poveste bine scrisă, captivantă și o longevitate considerabilă în modul multiplayer”. GameSpot a apreciat faptul că, „la fel ca StarCraft, jocul oferă posibilitatea de a experimenta acțiunea din perspective multiple, ceea ce atrage publicul”. Recenzorul a evidențiat, de asemenea, primele niveluri ale jocului pentru simplitatea și interesul lor, menționând că „în cele mai multe jocuri RTS, există o perioadă inițială în care se desfășoară doar o cursă pentru crearea celor mai bune unități”.
Majoritatea criticilor au fost de acord că Blizzard a reușit, în cele din urmă, să dezvolte în detaliu povestea din primele două titluri, oferind fiecărui personaj o motivație proprie, dincolo de îmbunătățirile grafice. IGN a remarcat că „nu sunt prea multe noutăți aduse genului RTS, dar jocul este realizat atât de bine încât nu vei observa sau nu îți va păsa”.
Cu toate acestea, criticii au fost de acord că modelele personajelor erau de calitate inferioară, în special când camera se apropia de ele în timpul scenelor cinematice dintre nivele.
| Site          | Scor                           | Note                  |
| ------------- | ------------------------------ | --------------------- |
| IGN           | 9.3/10                         | „Incredibil”          |
| GamePro       | 4.6/5                          | Recomandat de editori |
| GameSpot      | 9.3/10                         | Recomandat de editori |
| Game Rankings | 93.1% (media a 58 de site-uri) |                       |
| PC Gamer      | 94%                            | Recomandat de editori |

## Moștenire și Impact
"Warcraft III: Reign of Chaos" a avut un impact semnificativ asupra genului RTS și a influențat dezvoltarea ulterioară a jocurilor video. Editorul de hărți inclus în joc a permis comunității să creeze hărți și moduri personalizate, inclusiv genul "Defense of the Ancients" (DotA), care a devenit extrem de popular și a pus bazele genului modern MOBA (Multiplayer Online Battle Arena).
Succesul jocului a dus la lansarea unei expansiuni, "Warcraft III: The Frozen Throne", în 2003, care a continuat povestea și a introdus noi caracteristici și conținut. De asemenea, "Warcraft III" a pus bazele pentru MMORPG-ul de succes "World of Warcraft", lansat în 2004, care a extins și mai mult universul Warcraft și a devenit unul dintre cele mai populare și influente jocuri video din toate timpurile.
Acest joc este considerat un clasic al genului RTS și rămâne un titlu iconic datorită povestii sale captivante, gameplay-ului inovator și impactului său durabil asupra industriei jocurilor video. Chiar și la ani după lansare, jocul continuă să fie apreciat de fani și să inspire noi generații de jucători și dezvoltatori.      .